# Andrzej Grzyb (homme politique, 1952-2016)
Andrzej Stefan Grzyb, né le 7 juin 1952 à Złe Mięso et mort le 5 juillet 2016, est un homme politique polonais.